# Лагасси, Джен
Джен Лага́сси (англ. Jan Lagasse, урожд. Джен Ка́кела, англ. Jan Kakela; род. Ролла) — американская кёрлингистка.
В составе женской сборной США участница чемпионата мира 1989 (заняли девятое место). Чемпионка США среди женщин.

## Достижения
- Чемпионат США по кёрлингу среди женщин: золото (1989).

## Команды
| Сезон   | Четвёртый    | Третий       | Второй      | Первый          | Турниры                        |
| ------- | ------------ | ------------ | ----------- | --------------- | ------------------------------ |
| 1988—89 | Джен Лагасси | Джени Какела | Коллин Берч | Айлин Микельсон | ЧСШАЖ 1989 · ЧМ 1989 (9 место) |

(скипы выделены полужирным шрифтом)

## Частная жизнь
Из семьи кёрлингистов: её отец Харви Какела (англ. Harvey Kakela) был одним из основателей кёрлинг-клуба Rolla Curling Club в городе Ролла (штат Северная Дакота), энтузиастом и пропагандистом развития кёрлинга в США; её брат Кевин Какела — кёрлингист, чемпион США среди мужчин, участник чемпионатов мира; её невестка (жена брата Кэри) Джени Какела — кёрлингистка, играла в одной команде с Джен, они вместе стали чемпионками США и играли на чемпионате мира; её племянник Кайл Какела (сын Кевина) — кёрлингист, участник зимней Универсиады 2015.